# Keesha Keane
Keesha Keane (* 17. Dezember 1995 in Koror) ist eine palauische Schwimmerin.
Keesha Keane wird trainiert von Tina Shima. Ihre beiden Geschwister Diulareng und Noel sind ebenfalls Schwimmer.
Kesha Keane ist die erste Palauerin, welche die 50 Meter in weniger als 30 Sekunden geschwommen ist (im Mai 2011 in Guam). Im 50-m-Freistil-Wettbewerb bei den Olympischen Spielen 2012 in London schied sie im Vorlauf mit einer Zeit von 28,25 s aus.